# Лончари (Гацко)
Лончари су насељено мјесто у општини Гацко, Република Српска, БиХ. Према попису становништва из 1991. у насељу је живјело 5 становника.

## Становништво
Према попису становништва из 1991. године, мјесто је имало 5 становника.
| Демографија | Демографија | Демографија |
| Година      | Становника  | Становника  |
| ----------- | ----------- | ----------- |
| 1961.       | 89          |             |
| 1971.       | 73          |             |
| 1981.       | 40          |             |
| 1991.       | 5           |             |